# Bảo tàng Dân tộc học ở Wrocław
Bảo tàng Dân tộc học ở Wrocław (tiếng Ba Lan: Muzeum Etnograficzne we Wrocławiu) là một bảo tàng nghệ thuật dân gian tọa lạc tại số 111/113 Phố Traugutt, Wrocław, Ba Lan.

## Lịch sử
Bảo tàng Dân tộc học ở Wrocław ban đầu có tên là Phòng Dân tộc học, được thành lập vào năm 1948. Sáu năm sau, Phòng Dân tộc học trở thành một chi nhánh của Bảo tàng Silesian và có trụ sở đặt tại một trong những cánh của Cung điện Hoàng gia ở Wrocław. Năm 1955, cuộc triển lãm thường trực đầu tiên về nghệ thuật dân gian Lower Silesian được tổ chức.
Các bộ sưu tập đầu tiên của Bảo tàng Dân tộc học ở Wrocław chủ yếu là quà tặng của Bộ Văn hóa và Nghệ thuật ở Bożków và Żelaźno, và của các bảo tàng ở các thị trấn: Karpacz, Szklarska Poręba, Niemcza, Bolków, Jawor, Jelenia Góra, Kamienna Góra, Brzeg, Wałłbrzych và Ziębice. Bảo tàng sưu tập các sản phẩm của văn hóa dân gian Lower Silesian từ thế kỷ 17 cho đến ngày nay. Bảo tàng cũng tổ chức các cuộc triển lãm tạm thời nhằm trưng bày các bộ sưu tập dân tộc học từ khắp nơi trên thế giới.
Năm 1999, Bảo tàng Thành phố Wrocław được thành lập và chiếm toàn bộ tòa Cung điện Hoàng gia. Do đó, năm 2004, các bộ sưu tập của Bảo tàng Dân tộc học được chuyển đến trụ sở hiện tại, nơi này trước đây từng là Cung điện Mùa hè của các Giám mục Wrocław. Tháng 5 năm 2006, cuộc triển lãm thường trực đầu tiên tại trụ sở mới được tổ chức.